# Eligio Celestini
Eligio Celestini, född 1739 i Rom, död 24 januari 1812 i Ludwigslust, var en italiensk violinist.
Celestini var konsertmästare i Stuttgart 1776 och i Mecklenburg 1778-1812. Han var även kapellmästare i Mecklenburg 1792-1803. Celestini företog vidsträckta konsertresor och framträdde i Stockholm 1782 och 1783, där han invaldes som utländsk ledamot nummer 10 i Kungliga Musikaliska Akademien den 21 mars 1783.